# Aspirant (francuski stopień wojskowy)
Aspirant – stopień w wojskach francuskich odpowiadający historycznie polskiemu podchorążemu.
Pierwotnie stworzono go w XVIII wieku dla kandydatów do królewskich szkół artylerii. Później stosowany był w marynarce i wojskach lądowych.
W marynarce w latach 1792–1816 i od 1848 odnoszono go do uczniów (elewów) szkół oficerskich. Przed 1907 rozróżniano aspiranta I klasy (jako stopień oficerski odpowiadający chorążemu II kl.) oraz aspiranta II klasy (jako żeglarskiego elewa szkolenia wstępnego).  
W wojskach lądowych ponownie wprowadzony w 1910 jako pośredni między sierżantem (sergent-chef) a chorążym (adjudant). Podczas wojny 1914–1918 rutynowo nadawany oficerom podchorążym (elewom). Od I wojny światowej obowiązywał w służbie czynnej i rezerwie jako pośredni między starszym chorążym (adjudant-chef) i podporucznikiem (sous-lieutenant). Po 1945 odnosi się jedynie do uczniów szkół oficerskich (dla służby czynnej i rezerwy) i kandydatów na oficera zawodowego tymczasowo przed nominacją na podporucznika.
W wojskach lądowych i lotnictwie aspiranta obowiązuje mundur oficerski i służbowo tytułowany jest on porucznikiem.
W innych państwach współcześnie stopień ten jako oficerski funkcjonuje w marynarce Rumunii (poniżej porucznika). Poza tym jego europejskie odpowiedniki występują tylko w Portugalii, gdzie w armii i lotnictwie jako aspirante-a-oficiál poprzedza on rangę chorążego (alferes), oraz we Włoszech, gdzie istnieje zarówno w wojskach lądowych (allievo ufficiale), jak i w marynarce (aspirante guardiamarina), również poprzedzając tam rangę chorążego.